# أولاد محمد (أولاد حمدان)
أولاد محمد هي إحدى مشيخات المملكة المغربية، تتبع جغرافيا لإقليم الجديدة وإداريًا لأولاد حمدان. يقدر عدد سكانها بـ 6751 نسمة حسب الإحصاء الرسمي للسكان والسكنى لسنة 2004.